# Bernhard Klein
Pour les articles homonymes, voir Klein.
Bernhard Joseph Klein est un compositeur prussien, né à Cologne le 6 mars 1793 et mort à Berlin le 9 septembre 1832.

## Biographie
Bernhard Klein a épousé Lilly Parthey (née le 2 octobre 1800 à Berlin - morte le 13 août 1829), la sœur de Gustav Parthey (1798-1872) et la petite fille de l'éditeur berlinois Friedrich Nicolai (1733-1811). Leur fille Elisabeth Klein (1828-1899) a épousé le 5 juillet 1846 l'égyptologue Karl Richard Lepsius (1810-1883).
Bernhard Klein se rend à Paris en 1812 et y étudie au conservatoire de Paris. Il est nommé ensuite chef de chœur à la cathédrale de Cologne. En 1819, à l'instigation de Carl Friedrich Zelter il est envoyé à Berlin, pour former des professeurs de composition au sein du Königlichen Institut für Kirchenmusik. Partageant avec son ami Ludwig Rellstab le goût de la composition et de la critique, il a fait partie des fondateurs du Zweiten Berliner Liedertafel. Il repose au cimetière de la Liesenstrasse.

## Œuvres
Klein a composé des oratorios, une messe, un magnificat, une cantate, des psaumes, des hymnes, des motets, trois opéras, des Lieder et de la musique pour piano. Son style conservateur était influencé par les idées du théoricien de la musique Anton Friedrich Justus Thibaut.
- Didon de Ludwig Rellstab, opéra, (Berlin le 15 octobre 1823)
- Ariadne, opéra, (Berlin, 1824)
- Irene, opéra (inachevé)
- Jephtha, oratorio (Cologne, 1828)
- David, oratorio (Halle, 1830)
- Worte des Glaubens, cantate (1817)
- Hiob, cantate (Leipzig, 1820)
- Athalia, oratorio
- 8 livres de Psaumes